# Joseph Anton Settegast

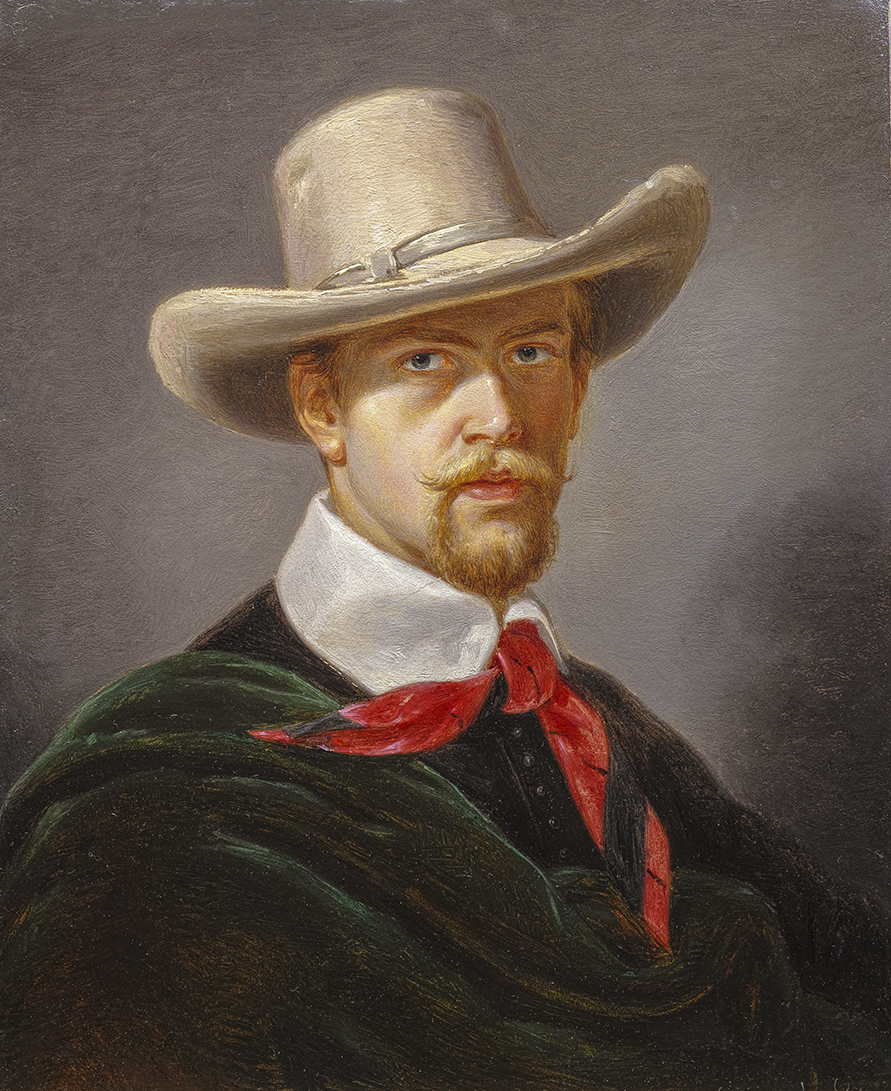
Autorretrato, 1839

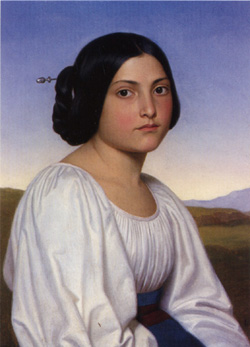
Portrait of an Italian Woman (Retrato de una mujer italiana) (Vittoria Caldoni, 1843)

José Antón Nikolaus Settegast (8 de febrero de 1813, Coblenza - 19 de marzo de 1890, Maguncia) fue un pintor alemán y uno de los últimos representantes del movimiento Nazareno, grupo de pintores del Romanticismo alemán.

## Biografía
Inició sus estudios de arte en el período 1829-1831 en la Academia de Bellas Artes de Düsseldorf. Sin embargo, inconforme con la calidad de la enseñanza allí, se fue a estudiar con Philipp Veit en el Instituto de Arte Städel de Fráncfort, donde permaneció hasta 1838. Durante este tiempo, produjo muchas pinturas de altar y otras devocionales. De 1838 a 1843 realizó varios viajes de estudio a Italia.
Después de su regreso, se casó con Dorothea Veit (la hija de su maestro) y vivió en Fráncfort del Meno hasta 1849. Luego, junto a Dorothea, se muda a Coblenza, y después a Maguncia en 1860. Ejecutó comisiones para muchas iglesias, incluyendo la Basílica de San Castor en Coblenza y la Catedral de Maguncia. Creó también numerosas imágenes de santos para la "Verein zur Verbreitung religiöser Bilder" (Asociación para la difusión de imágenes religiosas).
Sus últimos años se vieron empañados por la muerte de su esposa y de una caída de un andamio en Münster, que resultó en lesiones permanentes que restringían su capacidad para realizar grandes proyectos. Totalmente ajeno a las nuevas tendencias en el arte, su obra fue cada vez más ignorada.